# سالواتوره پونتیلو
سالواتوره پونتیلو (ایتالیایی: Salvatore Puntillo؛ ‏ ۲۷ ژوئیهٔ ۱۹۳۵ – ۱۴ ژوئیهٔ ۲۰۲۴) بازیگر اهل ایتالیا بود. وی دانش‌آموختهٔ رشتهٔ بازیگری در آکادمی ملی هنرهای نمایشی سیلویو دامیکو بود و بیشتر در فیلم‌های سبک کمدی سکسی سبک ایتالیایی بازی می‌کرد. او بابت بازی در نمایش «فرانچسکو و پادشاه» در کنار ناندو گادزولو شهرت دارد.
از فیلم‌ها یا برنامه‌های تلویزیونی که وی در آن نقش داشته است، می‌توان به هزار و یک شب ایتالیایی، مارکو پولو (فیلم)، مارکو پولو (سریال تلویزیونی)، چهار سرنوشت شوم، هفت نت سیاه‌رنگ، مانایا، عشق و انرژی، قرمز تیره، مارکو پولو، کورلئونه، سرانجام… هزار و یک شب، شهر قمار، شب‌های گرم دکامرون و اغواگران اشاره کرد.